# جانكارلو برشلينو
جيانكارلو بـِرشـِلـّينو (بالإيطالية: Giancarlo Bercellino)‏، (غاتينارا بمقاطعة فرشيلي، 9 أكتوبر 1941) ، لاعب كرة قدم إيطالي سابق.
لعب مع منتخب إيطاليا لكرة القدم.

## روابط خارجية
- جانكارلو برشلينو على موقع قاعدة بيانات كرة القدم.إي يو (الإنجليزية)
- جانكارلو برشلينو على موقع ناشيونال فوتبول تيمز (الإنجليزية)
- جانكارلو برشلينو على موقع عالم كرة القدم.نت (الإنجليزية)